# Robinsonella mirandae
Robinsonella mirandae (llamado algodoncillo al igual que otras especies no relacionadas) es una especie de árbol de la familia Malvaceae.

## Descripción
Árbol de unos 30 m de alto, con tronco de hasta 2 m de circunferencia; presenta contrafuertes pequeños; corteza de color gris, frecuentemente agrietada. Hojas con pecíolos grandes de 6 a 10 cm de largo, más o menos estelado- puberulentos; lámina cartácea de color verde obscuro en el haz y blanco en el envés, subcordada a subdeltoidea, de 10 a 17 cm de largo por 8 a 15 cm de ancho, ápice acuminado, base subcordada o truncada, borde entero o algo ondulado; conspicuamente estelado- tomentosas en el envés, con pelos largos también estrellados, hacia la unión con el pecíolo; 7 nervios principales, poco ramificados. Inflorescencias cortas, axilares, paniculadas de 2 a 4 flores con pedicelos articulados hacia la mitad, estelado- tomentosos de 1.5 cm de largo; sépalos estelado- tomentosos de color verde, ovales, cóncavos, de 6 a 8 mm de largo por 4 a 5 mm de ancho; pétalos ovales u ovado-orbiculares, blancos en los extremos y púrpuras en la base, de 5 a 8 mm de largo, por 5 mm de ancho, estrellados hacia la parte interior de la base; columna estaminal de 5 mm de largo, tubular, finamente estelado puberulenta; estambres con filamentos libres en la parte superior, sobresaliendo unos 5 mm; ovario con 12 carpelos finamente estelado- puberulento; fruto un esquizocarpio de 2 a 3 cm de ancho, por 5 mm o menos de alto, merocarpios 12, de 1 cm de largo por 3 mm de ancho, finamente estelado puberulentos.

## Distribución
Veracruz: Faldas del Volcán San Martín, San Andrés Tuxtla y Córdoba. Oaxaca: entre Chiltepec y Valle Nacional y entre Temascal y Valle Nacional.

## Hábitat
Crece en Selvas altas perennifolias, a unos 800 m de altitud.

## Estado de conservación
No se encuentra listada en la NOM-059-SEMARNAT-2010. La Unión Internacional para la Conservación de la Naturaleza (UICN) aparece bajo la categoría de Vulnerable (VU). No se encuentra listada en Apéndices de la CITES (Convención sobre el Comercio Internacional de Especies Amenazadas de Fauna y Flora Silvestres).